# Laurel und Hardy: Double Whoopee

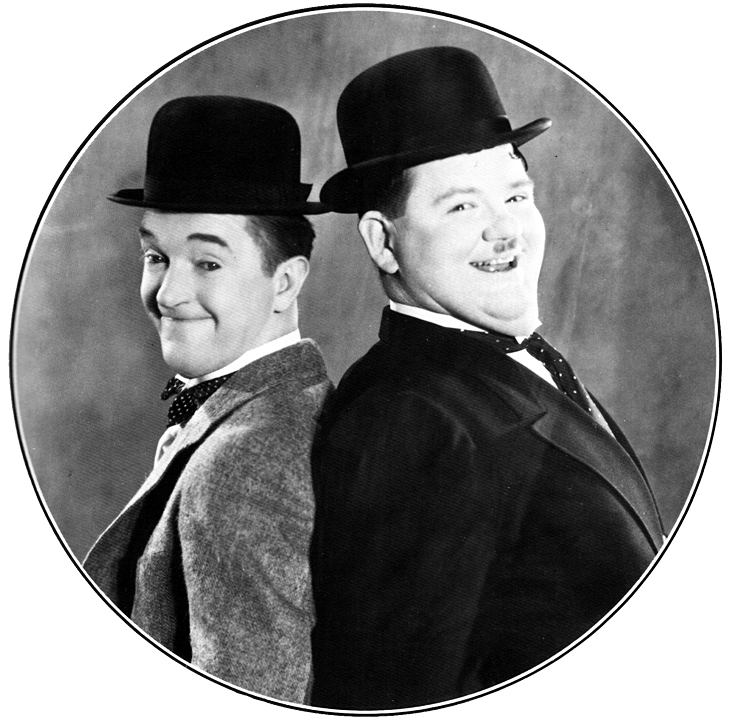
Laurel und Hardy

Double Whoopee (deutsch: Doppelte Freude / Der Prinz im Fahrstuhlschacht) ist eine US-amerikanische stumme Kurzfilm-Komödie aus dem Jahre 1929 mit dem Komikerduo Stan Laurel und Oliver Hardy in den Hauptrollen.

## Handlung
In der Halle eines sehr guten Hotels wird der Spross eines königlichen Hauses als Gast erwartet. Als das Eintreffen des Prinzen gemeldet wird, der sich aber nach dem Aussteigen aus dem Wagen noch ausführlich den Mantel richten lässt, marschieren Laurel und Hardy an ihm vorbei und natürlich kommt es zu einem grotesken Missverständnis: Die Jungs, die eigentlich ihre neuen Jobs im Hotel antreten wollen, werden für die Staatsgäste gehalten.
Hardy ist von dem überschwänglichen Empfang entzückt und kostet die Aufmerksamkeit mit einem zelebrierten Eintrag in das Gästebuch aus. Allerlei Unfug, besonders das linkische Verhalten von Laurel (mit ausführlicher Hut-Szene), lässt die Verwechslung recht bald auffliegen. Die Jungs werden weggeschickt, um ihre Dienstkleidung anzulegen.
Der wahre Prinz mit Monokel und großer Garderobe betritt nun die Hotelhalle und lässt sich huldigen. Als er sich umwendet, um in den Fahrstuhl zu steigen, ist dieser unbemerkt wieder in ein Obergeschoss gerufen worden. Der hohe und schmucke Herr fällt in den Schmutz des Fahrstuhlschachts. Aus dem zurückkehrenden Lift stolziert natürlich niemand anderes als Hardy, der zu seinem neuen Arbeitsplatz am Hoteleingang schreitet.
Dem wütenden Prinzen und seinem Gefolge passiert das Unglück ein zweites Mal, als Laurel den Aufzug gerufen hat und nun ebenfalls seinem neuen Einsatzort zustrebt.
Das Unglück nimmt seinen weiteren Lauf. Laurel und Hardy treiben zunächst den Taxifahrer (Charlie Hall) zum Wahnsinn, dann sorgen sie dafür, dass sich das Kleid einer gerade ankommenden, attraktiven Dame (Jean Harlow) in der Tür ihres Taxis verfängt (was sie natürlich gar nicht bemerkt) und sie so recht freizügig die Hotelhalle durchquert.
Der neu eingekleidete Prinz taucht, immer noch recht wütend, wieder in der Hotelhalle auf und auch beim dritten Mal misslingt es ihm, den Lift problemlos zu benutzen. Er landet erneut im schmutzigen Fahrstuhlschacht. Laurel und Hardy hatten dieses Mal gemeinsam den Aufzug gerufen, um – wieder in ihren eigenen Anzügen – an den erschütterten Angestellten und Gästen vorbei davon zu gehen.

## Kommentare
„Aufgrund der Grundkonstellation - für Hardy, einen prächtig uniformierten Türsteher à la Emil Jannings in The Last Laugh, der sich übermäßig bei den Gästen einschmeichelt und versucht, Laurel Würde für seinen neuen Beruf einzuflößen und ihn gleichzeitig als seinen eigenen Untergebenen in Schach zu halten - gibt es ein noch breiteres Feld als sonst für seine Gesichts- und Körperpantomime, und er - und der herrlich lächerlich gemachte Prinz - neigen dazu, Stan bei dieser Gelegenheit eher zu dominieren. Jean Harlow, die als junge Dame, deren Rock von dem gekränkten Hardy versehentlich weggerissen wird, sexy und attraktiv aussieht, ist eigentlich nicht mehr als eine Komödienrequisite.“Dr. Macro
„Dieser [Film] scheint nie ganz so gut zu sein, wie er sein sollte.  Alle Elemente sind vielversprechend: Laurel und Hardy in einer High-Society-Kulisse, eine Reihe von Standard-Charakteren, mit denen man interagieren kann, und der komische Auftritt von den Jungs in Türsteher- und Lakaien-Uniformen. ... Genug Lacher, um ihn lohnenswert zu machen, aber insgesamt ein durchschnittlicher Kurzfilm.“John Larrabee in: Laurel and Hardy Central
„Double Whoopee ist ein gutes Beispiel dafür, wie in den Filmen von Laurel & Hardy mit Autoritäten verfahren wird. Kleidung, Haltung und Monokel verleihen dem Prinzen seine ach so große Würde. Stan und Ollie zerlegen diese Würde in geradezu infantiler Naivität.“Martin Bendig in: Another Nice Mess

„Double Whoopee schöpft zwar die komischen Möglichkeiten des Stoffes bei weitem nicht aus, ist aber trotzdem einer der besten Stummfilme von Laurel & Hardy. Jean Harlow ist bereits sehr sexy in der winzigen Rolle des Mädchens, das dank Hardy halbnackt ins Hotel kommt.“ William K. Everson

## Trivia
Jean Harlow war ein Sexsymbol dieser Zeit und hatte in diesem Film ihren längsten Kurzauftritt in einem Film des Komiker-Duos. Insgesamt ist sie in lediglich drei Filmen von Laurel & Hardy zu sehen. (Another Nice Mess)
Der Auftritt von Jean Harlow ist überraschenderweise auf wenige Sekunden beschränkt.